# Herb Trynidadu i Tobago
Herb Trynidadu i Tobago został przyjęty 9 sierpnia 1962 r. 
Głównym elementem jest czarno-czerwona tarcza przedzielona pasem (krokiew) koloru srebrnego. W czarnej, górnej części tarczy umieszczono wizerunki dwóch kolibrów, jako symbol bogactwa natury, zaś w polu czerwonym znajdują się 3 karawele - symbolizujące okręty Kolumba, które dobiły do brzegu Trynidadu w 1498 r. Okręty te symbolizują zarazem morze, które łączy obie wyspy wchodzące w skład państwa. 
Tarcza herbowa jest podtrzymywana przez ibisa szkarłatnego (łac. Eudocimus ruber), symbolizującego wyspę Trynidad oraz ptaka z gatunku czubaczy czakalaki rdzaworzytnej (łac. Ortalis ruficauda) symbolizujące Tobago.
 Całość stoi na stylizowanych wizerunkach wysp.  
Poniżej symboli wysp znajduje się hasło w języku angielskim Together we aspire - together we achieve (pol. Wspólnie dążymy do celu - wspólnie go osiągamy).
Tarcza herbowa zwieńczona jest ozdobą heraldyczną w formie hełmu, a nad nim umieszczony jest wizerunek palmy.

## Historyczne wersje herbu

Herb Trynidadu i Tobago w latach 1889–1958
Herb Trynidadu i Tobago w latach 1958–1962
Herb Trynidadu i Tobago w latach 1962–2025